# Peter von Köppen

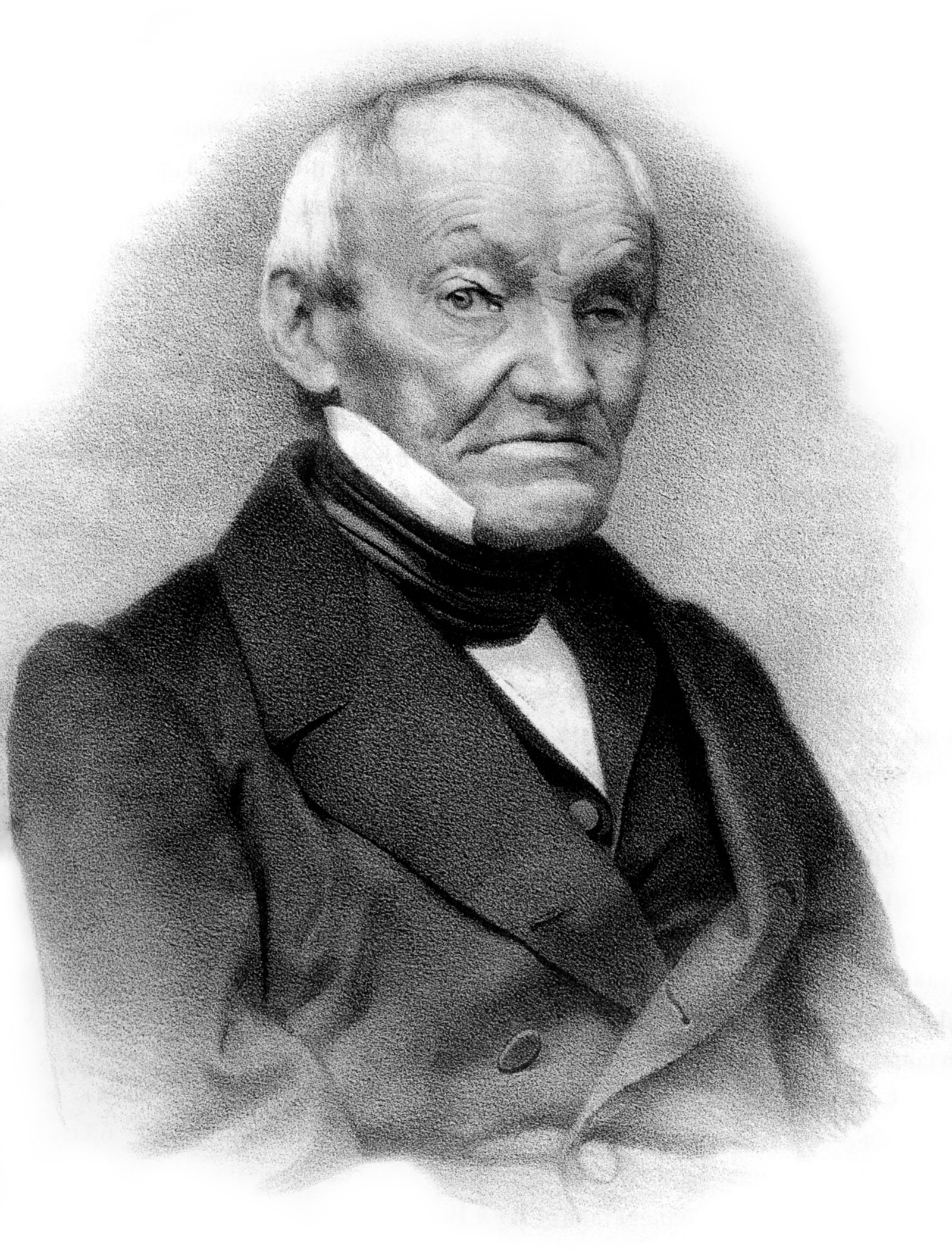
Peter von Köppen

Peter von Köppen (russisch Пётр Иванович Кёппен Pjotr Iwanowitsch Köppen; * 7. Februarjul. / 18. Februar 1793greg. in Charkow; † 11. Maijul. / 23. Mai 1864greg. in Karabag) war ein russischer Geograph, Statistiker und Ethnograph.

## Leben

### Herkunft und Familie
Köppen war Angehöriger einer russlanddeutschen Familie. Sein Vater Johann Köppen (1752–1808) stammte aus Schwedt, war Leibchirurg der Landgräfin von Hessen-Kassel, bevor er mit 24 weiteren Ärzten von Katharina II. 1786 an ihren Hof gerufen wurde, um dann später Leiter der medizinischen Abteilung im Gouvernement Charkow zu sein. Seine Mutter war die aus Hamburg stammende Karolina geb. Schultz (1777–1851).
Er vermählte sich mit Alexandrine, der Tochter Friedrich von Adelungs (1768–1843), und hatte mit ihr drei Töchter und vier Söhne. Darunter:
- Natalia (1832–1904), russische Phänologin
- Friedrich (1833–1908), russischer Entomologe und Botaniker
- Wladimir (1846–1940), russisch-deutscher Geograph, Meteorologe, Klimatologe und Botaniker

### Werdegang
Köppen studierte in Charkow und machte 1814 seinen Abschluss als Magister der Rechte. Hiernach fand er bei der Oberpostdirektion in St. Petersburg eine Anstellung. In den Jahren 1817 bis 1820 unternahm er mehrere Reisen durch Russland einschließlich den Ostseegouvernements. Zum Ende des Jahres 1825 wurde er in Tübingen zum Dr. phil. promoviert. Er war später Beamter beim russischen Landwirtschaftsministerium. Von 1829 bis 1834 lebte er im Gouvernement Taurien und sammelte Materialien zur Geographie und Geschichte der Krim. Basierend auf den Ergebnissen von Vermessungen veröffentlichte er 1836 eine aktualisierte Karte des Südens der Halbinsel Krim und eine ausführliche Beschreibung davon.
Köppen war Inhaber der Konstantin-Medaille der Russischen Geographischen Gesellschaft und Mitglied der Sankt Petersburger Akademie der Wissenschaften.

### Werke
- Alterthümer am Nordgestade des Pontus. C. Gerold, Wien 1823 (Volltext in der Google-Buchsuche).
- Russlands Gesammt-Bevölkerung im Jahre 1838. St. Petersburg 1843 (Volltext in der Google-Buchsuche).
- Ueber die Dichtigkeit der Bevölkerung in den Provinzen des europäischen Russlands. 1845.
- Finnland in ethnographischer Beziehung. 1846.
- Der Litthauische Volksstamm. 1851.
- Statistische Reise in's Land der donischen Kosaken durch die Gouvernements Tula, Orel und Woronesh im Jahre 1850. Kaiserliche Akademie der Wissenschaften, St. Petersburg 1852 (Digitalisat).
- Ueber die Vertheilung der Bewohner Russlands nach Ständen in den verschiedenen Provinzen. St. Petersburg 1857.
- Über den Wald- u. Wasser-Vorrath im Gebiete d. obern und mittlern Wolga. In: Beiträge zur Kenntnis des Russischen Reiches und der angrenzenden Länder Asiens, Band IV, 1841, S. 164 ff. (Digitalisat).
- Ueber die Temperatur von 13 Quellen der Taurischen Halbinsel.
- Wege und Pfade des Taurischen Gebirges.